# 몬스터 vs 에이리언 (TV 시리즈)
몬스터 vs 에일리언 (애니메이션)은 같은 이름의 2009년 드림웍스 애니메이션 영화를 바탕으로 한 미국의 컴퓨터 애니메이션 TV 시리즈이다. 이 후 시리즈는 취소되었고 낮은 평가와 열악한 리뷰로 인해 두 번째 시즌 동안 갱신되지 않았다.

## 줄거리
우주 생명체 블롭 밥, 오랜 세월동안 살아온 머맨 링크, 매드 사이언티스트 닥터 로치 그리고 믿을 수 없을 정도로 성장하는 여성 수잔은 비밀 지하 기지인 지역 50대에서 기괴한 외계인 무리와 함께 일하면서 새로운 세계에 적응하는 법을 배운다.

## 방송일
- 미국: 2013년 3월 23일 ~ 2014년 2월 8일 (니켈로디언)
- 한국: 2013년 10월 21일 ~ 2014년 5월 10일 (니켈로디언 (대한민국))

## 목소리 출연
- 수잔 (자이노미카)

성우: 리키 린드홈/문남숙
작중 주인공이자 몬스터 팀의 홍일점. 거대화 능력이 있다.
- 밥

성우: 에릭 에델스타인/최석필
과학자들이 실험실에서 토마토를 유전학적으로 개조하다 실패된 돌연변이다. 신체가 젤리처럼 되어있으며 다양한 형태로 변환이 가능하다.
- 링크

성우: 디드릭 베이더/시영준
오랜 세월동안 살아온 머맨. 모티브는 검은 늪지대의 생명체의 어인. 힘이 세고 민첩성이 뛰어나다.
- 닥터 로치

성우: 크리스 오다우드/최한
매드 사이언티스트. 원래는 인간이었고 사람들에게 바퀴벌레처럼 영원히 생존할 수 있는 능력을 주는 기계를 개발했지만, 테스트 오작동으로 바퀴벌레의 머리와 능력을 가지게 되었다.
- 버럭 장군

성우: 케빈 마이클 리처드슨/고성일
몬스터 팀을 이끄는 인간 지휘관. 미군 소속이다.
- 해서웨이 대통령

성우: 제임스 패트릭 스튜어트/김기철
미국 대통령.
- 앙드레

성우: 제프 베넷/엄상현
염동력으로 물체를 뜨게 할 수 있다.
- 핑키

성우: 헤일리 츄/양정화
지구의 문명과 자연환경을 조사하기 위해 지구에 온 학생이다.
- 스타비

성우: 길리언 제이컵스/전숙경
전사 / 사냥 문화와 링크의 사랑에 대한 관심에서 온 뜨거운 여자 외계인.
- 보니칸

성우: 프레드 태터쇼어
반 감각적인 외계인.